# Svjetsko prvenstvo u rukometu za žene – Južna Koreja 1990.
Svjetsko prvenstvo u rukometu za žene 1990. održano je u Južnoj Koreji od 24. studenoga do 4. prosinca 1990. godine.

## Konačni poredak
- Zlato: SSSR
- Srebro: Jugoslavija
- Bronca : DR Njemačka

## Vanjske poveznice
- www.ihf.info - SP 1990